# 夕べのステレオ
夕べのステレオ（ゆうべのステレオ）は、NHK-FM放送で1964年4月6日 - 1965年4月4日に毎日放送された、ステレオによるレギュラー・ラジオ番組である。
以下の記述は、「NHK年鑑1965年」の192ページに当番組について記されているのを基にまとめたものである。 

## 概要
NHK-FM放送にて、1963年度まで放送されていたモノラル番組「夕べのディスク」を、ステレオ・レコード(アナログ盤)による放送として、装いを新たにしたのが、当番組である。

毎週月・水・金・日曜日は軽音楽でラテン、ポピュラー、ジャズを、火・木・土はクラシック音楽を各々編成して放送した。
クラシックの曜日には、火・木は海外からの新譜を中心に世界楽壇の最近の歩みを紹介し、土曜はゲストを招いて音楽的な話題を入れていた。
翌年(1965年)度に入る1965年4月5日からは、「ステレオコンサート」に番組名を変更。放送時間を更に10分延長し(毎日19:20 - 21:00)、編成も新たにして再スタートしている。

## 放送時間
毎日 19:30 - 21:00

## 出演者
- レギュラー出演
  - クラシック担当(火・木・土）
    - 藁科雅美[1]
    - 大木正興[1]
    - 門馬直美[1]

- ゲスト出演
  - 江藤淳[1]
  - 高階秀爾[1] ほか